# Anthracotherium
Genre
Anthracotherium est un genre fossile d'artiodactyles de la famille des Anthracotheriidae, un groupe éteint proche des hippopotames, apparu durant l'Éocène moyen et disparu au début du Miocène. Ils étaient très probablement semi-aquatiques.

## Historique
Le genre Anthracotherium a été créé en 1822 par Georges Cuvier. Le nom du genre (« bête du charbon ») est lié au fait que les premiers fossiles décrits ont été mis au jour dans des filons de lignite en Europe.

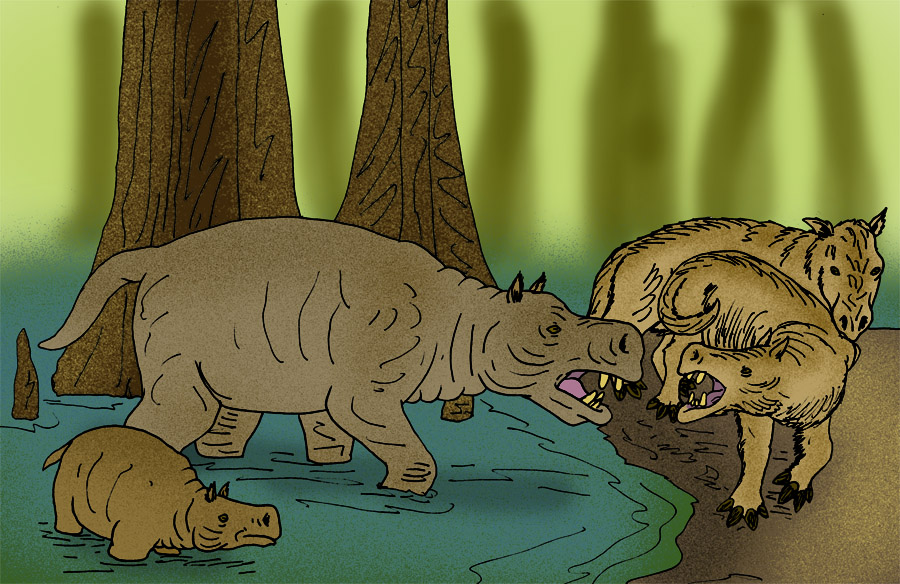
À gauche, deux Anthracotherium magnum ; à droite, deux Elomeryx armatus

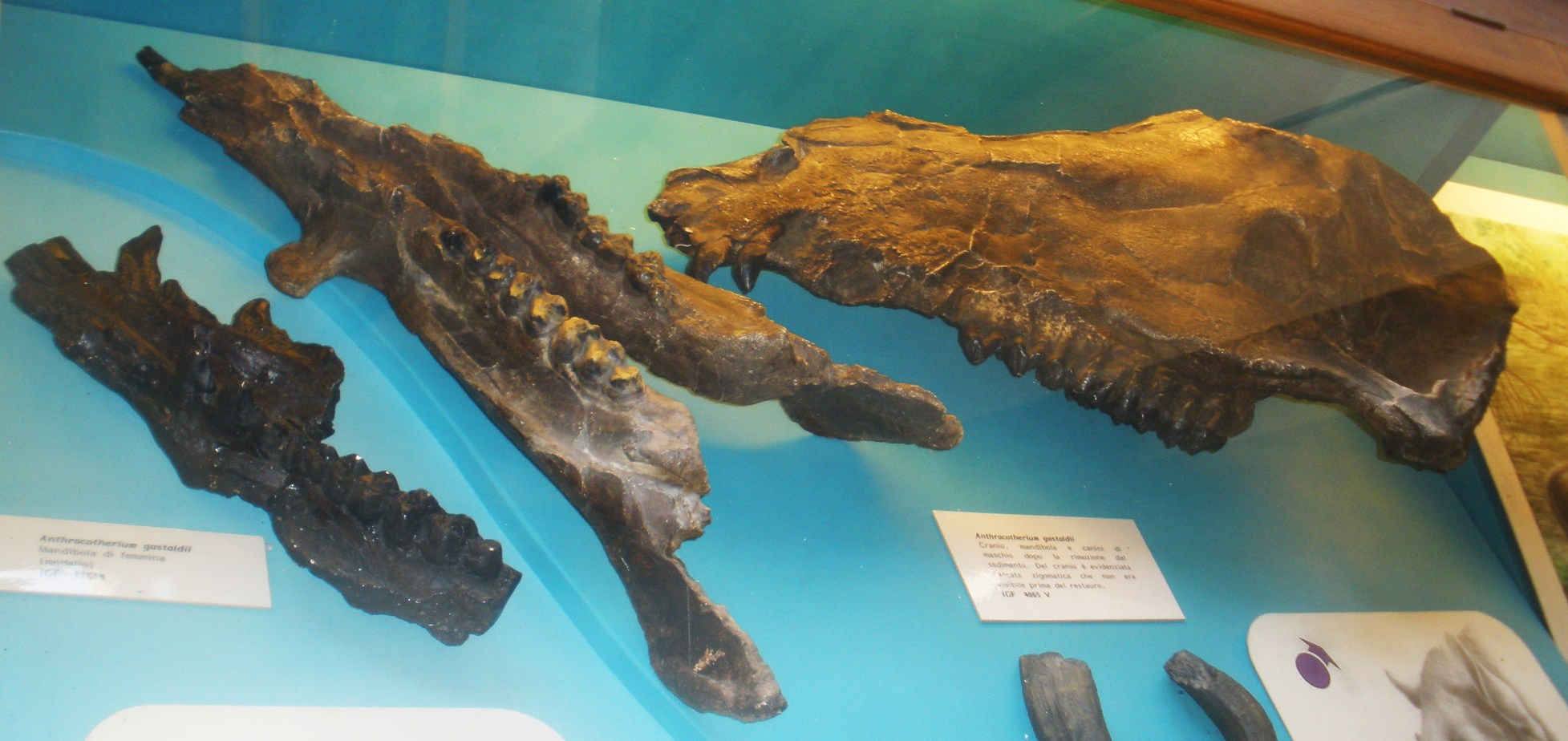
Fossiles dAnthracotherium gastaldii

## Description
Anthracotherium est caractérisé par la présence de 44 dents et de cinq cuspides en semi-croissant sur la couronne des molaires supérieures.

## Chronologie
Anthracotherium a vécu de la fin de l'Éocène moyen jusqu'au début du Miocène en Eurasie. Ils ont probablement fini par subir une compétition défavorable avec d'autres artiodactyles, dont les suidés et les hippopotames.

## Classification
Le genre Anthracotherium est typique de la famille des Anthracotheriidae. À bien des égards, particulièrement l'anatomie de la mâchoire inférieure, Anthracotherium, comme les autres membres de la famille, est proche de l'hippopotame dont il est probablement une forme ancestrale.
La sous-famille des Anthracotheriinae, la plus dérivée des Anthracotheriidae, compte quatre genres : Prominatherium, Heptacodon, Anthracotherium et Paennthracotherium.

## Liste des espèces
Anthracotherium magnum (Europe) avait à peu près la taille d'un petit hippopotame actuel (environ 2 m de long et 250 kg), mais il existait plusieurs espèces plus petites et le genre était également présent notamment en Inde et en Birmanie.
- † A. magnum Cuvier, 1822
- † A. merycopotamus (Falconer & Cautley, 1847)
- † A. monsvialense de Zigno, 1888
- † A. bumbachense Stehlin, 1910
- † A. sminthos (Forster-Cooper, 1913)
- † A. kwablianicum Gabounia, 1964
- † A. chaimanei Ducrocq, 1999
- † A. gastaldii
- † A. pangan
- † A. meneghinii

## Synonymes d'Anthracotherium
- Anthracohyus Pilgrim & Cotter, 1916
- Anthracokeryx Pilgrim & Cotter, 1916
- Anthracothema Pilgrim, 1928